# Мэгуреле (Румыния)
Мэгуреле (рум. Măgurele) — город в Румынии в составе жудеца Илфов.

## История
Долгое время это была обычная сельская местность. В 1595 году князь Михай Храбрый расположился здесь лагерем перед битвой при Кэлугэрени.
В 1950 году эти земли стали пригородным районом Бухареста. В 1957 году здесь разместился Институт атомной физики. С 1981 года эти земли были переведены в подчинение Сельскохозяйственному сектору Илфов, который с 1997 года стал жудецом Илфов.
В 2005 году коммуна Мэгуреле получила статус города.